# Аквапоніка
Аквапоніка — отримання харчових продуктів в одній системі на основі аквакультури (вирощування риб) та гідропоніки (вирощування рослин у воді).
Аквапоніка спирається на природні відносини між водними тваринами і рослинами, що вельми сприятливо для збереження довкілля. Система являє собою дві місткості розташовані один над одним. У нижній місткості мешкають риби, а у верхній місткості — ростуть рослини. Вода до рослин подається від риб за допомогою заглибної помпи.
Продукти життєдіяльності риб містять поживні речовини для рослин, але є токсичними для самих риб. Рослини поглинають ці речовини, що забезпечує їм необхідне харчування, і тим самим, очищають воду для риб (при цьому рослини та риби ростуть більш активно). Очищена вода повертається до риб, потім цикл повторюється. Ґрунтом для рослин у такому випадку використовується керамзит або гравій. Оскільки рослини та керамзит виконують роль біологічного фільтра, у зв'язку з цим можна збільшити кількість риб в місткості без ризику їх захворювання або отруєння продуктами життєдіяльності. Вода додається лише в міру поглинання рослинами, випаровування в повітря або видалення біомаси з системи.
Відходи життєдіяльності риб є натуральним добривом для овочів або квітів. Значно підвищується врожайність і прискорюється дозрівання плодів. У помідорах, вирощених на аквапоніці, вміст нітратів зазвичай менше в п'ять — десять разів, ніж у найкращих ґрунтових, а смак і аромат нічим не поступається.
У багатьох країнах аквапоніку вже використовують в промислових масштабах.